# 1361
Portal Geschichte | Portal Biografien | Aktuelle Ereignisse | Jahreskalender | Tagesartikel

◄ |
13. Jahrhundert |
14. Jahrhundert
| 15. Jahrhundert | ►

◄ |
1330er |
1340er |
1350er |
1360er
| 1370er | 1380er | 1390er | ►

◄◄ |
◄ |
1357 |
1358 |
1359 |
1360 |
1361
| 1362 | 1363 | 1364 | 1365 | ► | ►►
Staatsoberhäupter  · Nekrolog
| Januar | Januar | Januar | Januar | Januar | Januar | Januar | Januar |
| Kw     | Mo     | Di     | Mi     | Do     | Fr     | Sa     | So     |
| ------ | ------ | ------ | ------ | ------ | ------ | ------ | ------ |
| 53     |        |        |        |        | 1      | 2      | 3      |
| 1      | 4      | 5      | 6      | 7      | 8      | 9      | 10     |
| 2      | 11     | 12     | 13     | 14     | 15     | 16     | 17     |
| 3      | 18     | 19     | 20     | 21     | 22     | 23     | 24     |
| 4      | 25     | 26     | 27     | 28     | 29     | 30     | 31     |

| Februar | Februar | Februar | Februar | Februar | Februar | Februar | Februar |
| Kw      | Mo      | Di      | Mi      | Do      | Fr      | Sa      | So      |
| ------- | ------- | ------- | ------- | ------- | ------- | ------- | ------- |
| 5       | 1       | 2       | 3       | 4       | 5       | 6       | 7       |
| 6       | 8       | 9       | 10      | 11      | 12      | 13      | 14      |
| 7       | 15      | 16      | 17      | 18      | 19      | 20      | 21      |
| 8       | 22      | 23      | 24      | 25      | 26      | 27      | 28      |

| März | März | März | März | März | März | März | März |
| Kw   | Mo   | Di   | Mi   | Do   | Fr   | Sa   | So   |
| ---- | ---- | ---- | ---- | ---- | ---- | ---- | ---- |
| 9    | 1    | 2    | 3    | 4    | 5    | 6    | 7    |
| 10   | 8    | 9    | 10   | 11   | 12   | 13   | 14   |
| 11   | 15   | 16   | 17   | 18   | 19   | 20   | 21   |
| 12   | 22   | 23   | 24   | 25   | 26   | 27   | 28   |
| 13   | 29   | 30   | 31   |      |      |      |      |

| April | April | April | April | April | April | April | April |
| Kw    | Mo    | Di    | Mi    | Do    | Fr    | Sa    | So    |
| ----- | ----- | ----- | ----- | ----- | ----- | ----- | ----- |
| 13    |       |       |       | 1     | 2     | 3     | 4     |
| 14    | 5     | 6     | 7     | 8     | 9     | 10    | 11    |
| 15    | 12    | 13    | 14    | 15    | 16    | 17    | 18    |
| 16    | 19    | 20    | 21    | 22    | 23    | 24    | 25    |
| 17    | 26    | 27    | 28    | 29    | 30    |       |       |

| Mai | Mai | Mai | Mai | Mai | Mai | Mai | Mai |
| Kw  | Mo  | Di  | Mi  | Do  | Fr  | Sa  | So  |
| --- | --- | --- | --- | --- | --- | --- | --- |
| 17  |     |     |     |     |     | 1   | 2   |
| 18  | 3   | 4   | 5   | 6   | 7   | 8   | 9   |
| 19  | 10  | 11  | 12  | 13  | 14  | 15  | 16  |
| 20  | 17  | 18  | 19  | 20  | 21  | 22  | 23  |
| 21  | 24  | 25  | 26  | 27  | 28  | 29  | 30  |
| 22  | 31  |     |     |     |     |     |     |

| Juni | Juni | Juni | Juni | Juni | Juni | Juni | Juni |
| Kw   | Mo   | Di   | Mi   | Do   | Fr   | Sa   | So   |
| ---- | ---- | ---- | ---- | ---- | ---- | ---- | ---- |
| 22   |      | 1    | 2    | 3    | 4    | 5    | 6    |
| 23   | 7    | 8    | 9    | 10   | 11   | 12   | 13   |
| 24   | 14   | 15   | 16   | 17   | 18   | 19   | 20   |
| 25   | 21   | 22   | 23   | 24   | 25   | 26   | 27   |
| 26   | 28   | 29   | 30   |      |      |      |      |

| Juli | Juli | Juli | Juli | Juli | Juli | Juli | Juli |
| Kw   | Mo   | Di   | Mi   | Do   | Fr   | Sa   | So   |
| ---- | ---- | ---- | ---- | ---- | ---- | ---- | ---- |
| 26   |      |      |      | 1    | 2    | 3    | 4    |
| 27   | 5    | 6    | 7    | 8    | 9    | 10   | 11   |
| 28   | 12   | 13   | 14   | 15   | 16   | 17   | 18   |
| 29   | 19   | 20   | 21   | 22   | 23   | 24   | 25   |
| 30   | 26   | 27   | 28   | 29   | 30   | 31   |      |

| August | August | August | August | August | August | August | August |
| Kw     | Mo     | Di     | Mi     | Do     | Fr     | Sa     | So     |
| ------ | ------ | ------ | ------ | ------ | ------ | ------ | ------ |
| 30     |        |        |        |        |        |        | 1      |
| 31     | 2      | 3      | 4      | 5      | 6      | 7      | 8      |
| 32     | 9      | 10     | 11     | 12     | 13     | 14     | 15     |
| 33     | 16     | 17     | 18     | 19     | 20     | 21     | 22     |
| 34     | 23     | 24     | 25     | 26     | 27     | 28     | 29     |
| 35     | 30     | 31     |        |        |        |        |        |

| September | September | September | September | September | September | September | September |
| Kw        | Mo        | Di        | Mi        | Do        | Fr        | Sa        | So        |
| --------- | --------- | --------- | --------- | --------- | --------- | --------- | --------- |
| 35        |           |           | 1         | 2         | 3         | 4         | 5         |
| 36        | 6         | 7         | 8         | 9         | 10        | 11        | 12        |
| 37        | 13        | 14        | 15        | 16        | 17        | 18        | 19        |
| 38        | 20        | 21        | 22        | 23        | 24        | 25        | 26        |
| 39        | 27        | 28        | 29        | 30        |           |           |           |

| Oktober | Oktober | Oktober | Oktober | Oktober | Oktober | Oktober | Oktober |
| Kw      | Mo      | Di      | Mi      | Do      | Fr      | Sa      | So      |
| ------- | ------- | ------- | ------- | ------- | ------- | ------- | ------- |
| 39      |         |         |         |         | 1       | 2       | 3       |
| 40      | 4       | 5       | 6       | 7       | 8       | 9       | 10      |
| 41      | 11      | 12      | 13      | 14      | 15      | 16      | 17      |
| 42      | 18      | 19      | 20      | 21      | 22      | 23      | 24      |
| 43      | 25      | 26      | 27      | 28      | 29      | 30      | 31      |

| November | November | November | November | November | November | November | November |
| Kw       | Mo       | Di       | Mi       | Do       | Fr       | Sa       | So       |
| -------- | -------- | -------- | -------- | -------- | -------- | -------- | -------- |
| 44       | 1        | 2        | 3        | 4        | 5        | 6        | 7        |
| 45       | 8        | 9        | 10       | 11       | 12       | 13       | 14       |
| 46       | 15       | 16       | 17       | 18       | 19       | 20       | 21       |
| 47       | 22       | 23       | 24       | 25       | 26       | 27       | 28       |
| 48       | 29       | 30       |          |          |          |          |          |

| Dezember | Dezember | Dezember | Dezember | Dezember | Dezember | Dezember | Dezember |
| Kw       | Mo       | Di       | Mi       | Do       | Fr       | Sa       | So       |
| -------- | -------- | -------- | -------- | -------- | -------- | -------- | -------- |
| 48       |          |          | 1        | 2        | 3        | 4        | 5        |
| 49       | 6        | 7        | 8        | 9        | 10       | 11       | 12       |
| 50       | 13       | 14       | 15       | 16       | 17       | 18       | 19       |
| 51       | 20       | 21       | 22       | 23       | 24       | 25       | 26       |
| 52       | 27       | 28       | 29       | 30       | 31       |          |          |

| Januar | Januar | Januar | Januar | Januar | Januar | Januar | Januar |
| Kw     | Mo     | Di     | Mi     | Do     | Fr     | Sa     | So     |
| ------ | ------ | ------ | ------ | ------ | ------ | ------ | ------ |
| 53     |        |        |        |        | 1      | 2      | 3      |
| 1      | 4      | 5      | 6      | 7      | 8      | 9      | 10     |
| 2      | 11     | 12     | 13     | 14     | 15     | 16     | 17     |
| 3      | 18     | 19     | 20     | 21     | 22     | 23     | 24     |
| 4      | 25     | 26     | 27     | 28     | 29     | 30     | 31     |

| Februar | Februar | Februar | Februar | Februar | Februar | Februar | Februar |
| Kw      | Mo      | Di      | Mi      | Do      | Fr      | Sa      | So      |
| ------- | ------- | ------- | ------- | ------- | ------- | ------- | ------- |
| 5       | 1       | 2       | 3       | 4       | 5       | 6       | 7       |
| 6       | 8       | 9       | 10      | 11      | 12      | 13      | 14      |
| 7       | 15      | 16      | 17      | 18      | 19      | 20      | 21      |
| 8       | 22      | 23      | 24      | 25      | 26      | 27      | 28      |

| März | März | März | März | März | März | März | März |
| Kw   | Mo   | Di   | Mi   | Do   | Fr   | Sa   | So   |
| ---- | ---- | ---- | ---- | ---- | ---- | ---- | ---- |
| 9    | 1    | 2    | 3    | 4    | 5    | 6    | 7    |
| 10   | 8    | 9    | 10   | 11   | 12   | 13   | 14   |
| 11   | 15   | 16   | 17   | 18   | 19   | 20   | 21   |
| 12   | 22   | 23   | 24   | 25   | 26   | 27   | 28   |
| 13   | 29   | 30   | 31   |      |      |      |      |

| April | April | April | April | April | April | April | April |
| Kw    | Mo    | Di    | Mi    | Do    | Fr    | Sa    | So    |
| ----- | ----- | ----- | ----- | ----- | ----- | ----- | ----- |
| 13    |       |       |       | 1     | 2     | 3     | 4     |
| 14    | 5     | 6     | 7     | 8     | 9     | 10    | 11    |
| 15    | 12    | 13    | 14    | 15    | 16    | 17    | 18    |
| 16    | 19    | 20    | 21    | 22    | 23    | 24    | 25    |
| 17    | 26    | 27    | 28    | 29    | 30    |       |       |

| Mai | Mai | Mai | Mai | Mai | Mai | Mai | Mai |
| Kw  | Mo  | Di  | Mi  | Do  | Fr  | Sa  | So  |
| --- | --- | --- | --- | --- | --- | --- | --- |
| 17  |     |     |     |     |     | 1   | 2   |
| 18  | 3   | 4   | 5   | 6   | 7   | 8   | 9   |
| 19  | 10  | 11  | 12  | 13  | 14  | 15  | 16  |
| 20  | 17  | 18  | 19  | 20  | 21  | 22  | 23  |
| 21  | 24  | 25  | 26  | 27  | 28  | 29  | 30  |
| 22  | 31  |     |     |     |     |     |     |

| Juni | Juni | Juni | Juni | Juni | Juni | Juni | Juni |
| Kw   | Mo   | Di   | Mi   | Do   | Fr   | Sa   | So   |
| ---- | ---- | ---- | ---- | ---- | ---- | ---- | ---- |
| 22   |      | 1    | 2    | 3    | 4    | 5    | 6    |
| 23   | 7    | 8    | 9    | 10   | 11   | 12   | 13   |
| 24   | 14   | 15   | 16   | 17   | 18   | 19   | 20   |
| 25   | 21   | 22   | 23   | 24   | 25   | 26   | 27   |
| 26   | 28   | 29   | 30   |      |      |      |      |

| Juli | Juli | Juli | Juli | Juli | Juli | Juli | Juli |
| Kw   | Mo   | Di   | Mi   | Do   | Fr   | Sa   | So   |
| ---- | ---- | ---- | ---- | ---- | ---- | ---- | ---- |
| 26   |      |      |      | 1    | 2    | 3    | 4    |
| 27   | 5    | 6    | 7    | 8    | 9    | 10   | 11   |
| 28   | 12   | 13   | 14   | 15   | 16   | 17   | 18   |
| 29   | 19   | 20   | 21   | 22   | 23   | 24   | 25   |
| 30   | 26   | 27   | 28   | 29   | 30   | 31   |      |

| August | August | August | August | August | August | August | August |
| Kw     | Mo     | Di     | Mi     | Do     | Fr     | Sa     | So     |
| ------ | ------ | ------ | ------ | ------ | ------ | ------ | ------ |
| 30     |        |        |        |        |        |        | 1      |
| 31     | 2      | 3      | 4      | 5      | 6      | 7      | 8      |
| 32     | 9      | 10     | 11     | 12     | 13     | 14     | 15     |
| 33     | 16     | 17     | 18     | 19     | 20     | 21     | 22     |
| 34     | 23     | 24     | 25     | 26     | 27     | 28     | 29     |
| 35     | 30     | 31     |        |        |        |        |        |

| September | September | September | September | September | September | September | September |
| Kw        | Mo        | Di        | Mi        | Do        | Fr        | Sa        | So        |
| --------- | --------- | --------- | --------- | --------- | --------- | --------- | --------- |
| 35        |           |           | 1         | 2         | 3         | 4         | 5         |
| 36        | 6         | 7         | 8         | 9         | 10        | 11        | 12        |
| 37        | 13        | 14        | 15        | 16        | 17        | 18        | 19        |
| 38        | 20        | 21        | 22        | 23        | 24        | 25        | 26        |
| 39        | 27        | 28        | 29        | 30        |           |           |           |

| Oktober | Oktober | Oktober | Oktober | Oktober | Oktober | Oktober | Oktober |
| Kw      | Mo      | Di      | Mi      | Do      | Fr      | Sa      | So      |
| ------- | ------- | ------- | ------- | ------- | ------- | ------- | ------- |
| 39      |         |         |         |         | 1       | 2       | 3       |
| 40      | 4       | 5       | 6       | 7       | 8       | 9       | 10      |
| 41      | 11      | 12      | 13      | 14      | 15      | 16      | 17      |
| 42      | 18      | 19      | 20      | 21      | 22      | 23      | 24      |
| 43      | 25      | 26      | 27      | 28      | 29      | 30      | 31      |

| November | November | November | November | November | November | November | November |
| Kw       | Mo       | Di       | Mi       | Do       | Fr       | Sa       | So       |
| -------- | -------- | -------- | -------- | -------- | -------- | -------- | -------- |
| 44       | 1        | 2        | 3        | 4        | 5        | 6        | 7        |
| 45       | 8        | 9        | 10       | 11       | 12       | 13       | 14       |
| 46       | 15       | 16       | 17       | 18       | 19       | 20       | 21       |
| 47       | 22       | 23       | 24       | 25       | 26       | 27       | 28       |
| 48       | 29       | 30       |          |          |          |          |          |

| Dezember | Dezember | Dezember | Dezember | Dezember | Dezember | Dezember | Dezember |
| Kw       | Mo       | Di       | Mi       | Do       | Fr       | Sa       | So       |
| -------- | -------- | -------- | -------- | -------- | -------- | -------- | -------- |
| 48       |          |          | 1        | 2        | 3        | 4        | 5        |
| 49       | 6        | 7        | 8        | 9        | 10       | 11       | 12       |
| 50       | 13       | 14       | 15       | 16       | 17       | 18       | 19       |
| 51       | 20       | 21       | 22       | 23       | 24       | 25       | 26       |
| 52       | 27       | 28       | 29       | 30       | 31       |          |          |

## Ereignisse

### Politik und Weltgeschehen

#### Erster Waldemarkrieg in Skandinavien
- 22. Juli: Der dänische König Waldemar IV. Atterdag landet auf der schwedischen Insel Gotland.

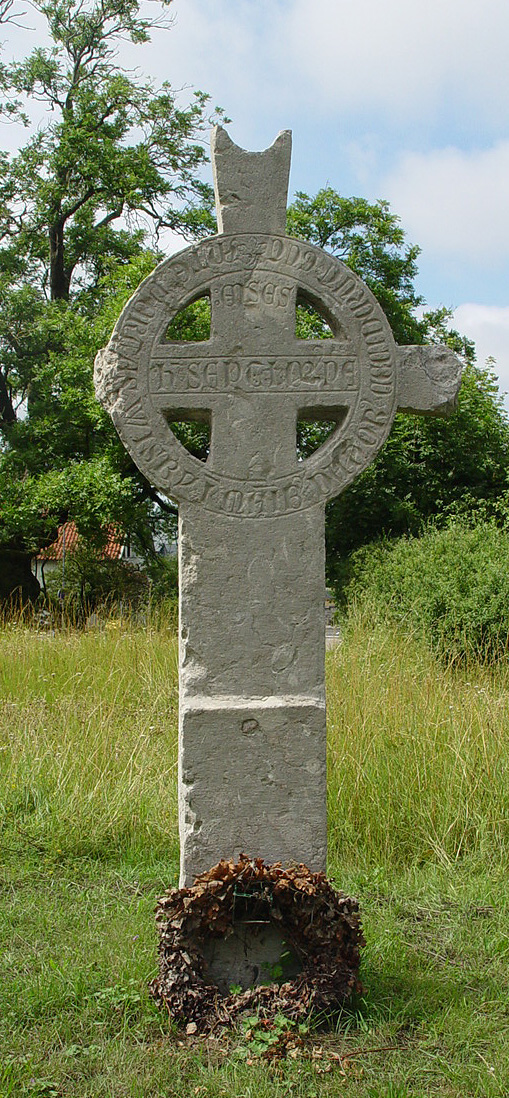
Waldemarkreuz in Visby aus dem 14. Jh.; die lateinische Inschrift erinnert an die Schlacht vom 27. Juli 1361

- 27. Juli: Waldemar IV. besiegt mit seinen Rittern auf Gotland ein Heer der Landbevölkerung in Sichtweite der Stadtmauern von Visby, dessen Stadttore geschlossen bleiben. Die wichtige Handelsstadt Visby wird nach der Schlacht eingenommen. Die wendischen Städte, die Waldemar im Vorjahr noch bei der Eroberung Schonens gegen Schweden unterstützt haben, empfinden die Eroberung als Bedrohung ihrer Handelsverbindungen, und so ist die Schlacht ein Auslöser für den bis 1370 dauernden Ersten Waldemarkrieg der Hanse gegen Dänemark. Auf Seiten der Hanse ist die Reaktion der Städte aber nicht einheitlich.

#### Weitere Ereignisse in Europa
- Lorenzo Celsi wird als Nachfolger des am 12. Juli gestorbenen Giovanni Dolfin zum Dogen von Venedig gewählt.
- 10. Oktober: Edward of Woodstock (der schwarze Prinz), der älteste Sohn des englischen Königs Edward III., heiratet heimlich Joan of Kent.
- König Ludwig I. verlegt den ungarischen Hauptstadtsitz von Esztergom nach Buda.
- In der Schlacht bei Tiel besiegt der von seiner Mutter Eleonore von England unterstützte Eduard seinen älteren Bruder Rainald III., setzt diesen gefangen und wird Herzog im Herzogtum Geldern.

#### Anatolien
- November: Die Stadt Didymoticho wird von den Osmanen erobert und löst kurzfristig Bursa als Residenzstadt ab.
- Die Osmanen erobern Karesi als ersten anatolischen Beylik.

#### Stadtrechte und urkundliche Ersterwähnungen
- 20. April: Karl IV. verleiht Hungen im Vogelsbergkreis die Stadtrechte.
- Die Burg Štědrý hrádek wird erstmals urkundlich erwähnt.

### Wirtschaft
- Die Tegeler Wassermühle wird erstmals urkundlich erwähnt.

### Wissenschaft und Technik
- Kaiser Karl IV. gründet die Universität Pavia als studium generale, dem Papst Bonifaz IX. dieselben Rechte wie der Universität Bologna und der Sorbonne in Paris einräumt.

### Kultur

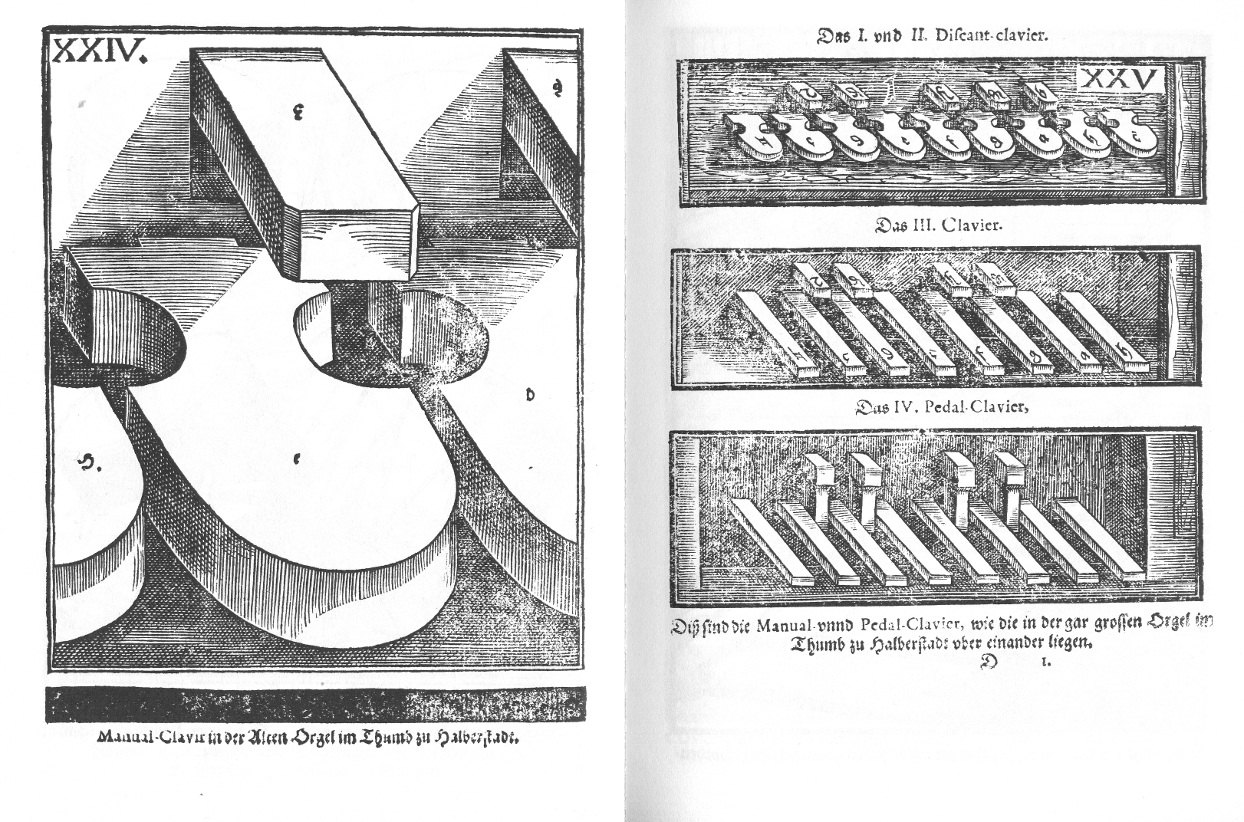
Klaviaturen der Orgel im Dom zu Halberstadt, Abbildung bei Praetorius

- 21. September: Orgellandschaft Sachsen-Anhalt: Die Orgel des Mönches und Halberstädter Orgelbauers Nikolaus Faber im  Dom zu Halberstadt wird geweiht.

### Gesellschaft
- Herzog Karl von Normandie, zukünftiger König von Frankreich, errichtet in Paris das Hôtel Saint-Paul als seine bevorzugte Residenz.

### Religion
- 30. April: Otto von Hessen, Erzbischof von Magdeburg, stirbt. Dietrich von Portitz, bisheriger Bischof von Minden wird auf Wunsch des Kaisers vom Papst gegen den Willen einiger Domherren zu seinem Nachfolger erhoben und zieht am 16. November feierlich in Magdeburg ein und empfängt die Huldigung des Landes. Wie in Minden gehört zu seinen ersten Aufgaben die Konsolidierung der zerrütteten Finanzen.
- Gerhard II. von Schauenburg wird neuer Bischof von Minden.

### Katastrophen
- Die zweite große Pest-Epidemie wütet seit dem Vorjahr weiter in Europa, unter anderem fällt ihr am 22. Juli der venezianische Doge Giovanni Dolfin zum Opfer, nachdem dieser bereits seine Gattin und seinen ältesten Sohn verloren hat. Zehn weitere venezianische Adelsfamilien sterben infolge der Krankheit aus.

### Sport
- Der Überlieferung nach wird in Rumelien im Osmanischen Reich das erste Kırkpınar-Turnier ausgetragen.

## Geboren

### Geburtsdatum gesichert

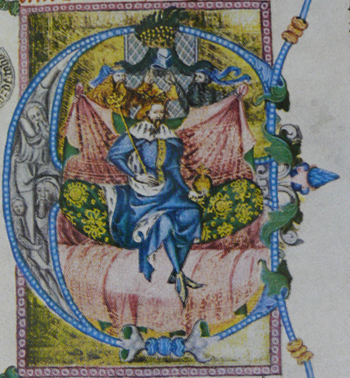
König Wenzel. Illustration aus der Wenzelsbibel, ca. 1395/1398

- 26. Februar: Wenzel, römisch-deutscher König und als Wenzel IV. König von Böhmen, Kurfürst von Brandenburg († 1419)
- 5. Mai: Konrad V., Herzog von Teck († 1386)
- 13. September: Bartolomeo II. della Scala, Herr von Verona und Vicenza († 1381)

### Genaues Geburtsdatum unbekannt
- Schimon ben Tsemach Duran, Rabbiner († 1444)
- Elisabeth von Bayern, Tochter Herzog Friedrichs von Bayern († 1382)
- Heinrich III. von Rosenberg, höchster Burggraf in Prag († 1412)
- John Beaumont, englischer Adeliger († 1396)
- Karl III., König von Navarra († 1425)
- Zhang Yuchu, Person des Daoismus († 1410)

## Gestorben

### Erstes Halbjahr
- 7. Januar: Gerlach I., Graf von Nassau (* um 1285)
- 23. Januar: Jacob Nielsen Kyrning, Erzbischof von Lund
- 26. Februar: Wilhelm I., Graf von Jülich (* um 1299)
- 9. März: Ernst I., Fürst von Braunschweig-Grubenhagen (* um 1297)
- 21. März: Elisabeth von Kleve, Äbtissin des Klosters Clarenberg
- 23. März: Henry of Grosmont, englischer Adeliger (* um 1310)
- 4. April: Albrecht der Schöne, Burggraf von Nürnberg (* 1319)
- 5. April: Nicolaus Fransoyser, Ratsherr und Bürgermeister der Stadt Hamburg (* um 1287)
- 30. April: Otto, Erzbischof von Magdeburg (* 1301)
- 12. Mai: Adhémar de Monteil, Bischof von Metz (* um 1299)
- 9. Juni: Philippe de Vitry, französischer Dichter, Komponist, Politiker und Bischof von Meaux (* 1291)
- 16. Juni: Johannes Tauler, deutscher Theologe und Mystiker (* um 1300)
- 17. Juni: Ingebjørg Håkonsdatter, schwedische Herzogin (* 1301)

### Zweites Halbjahr

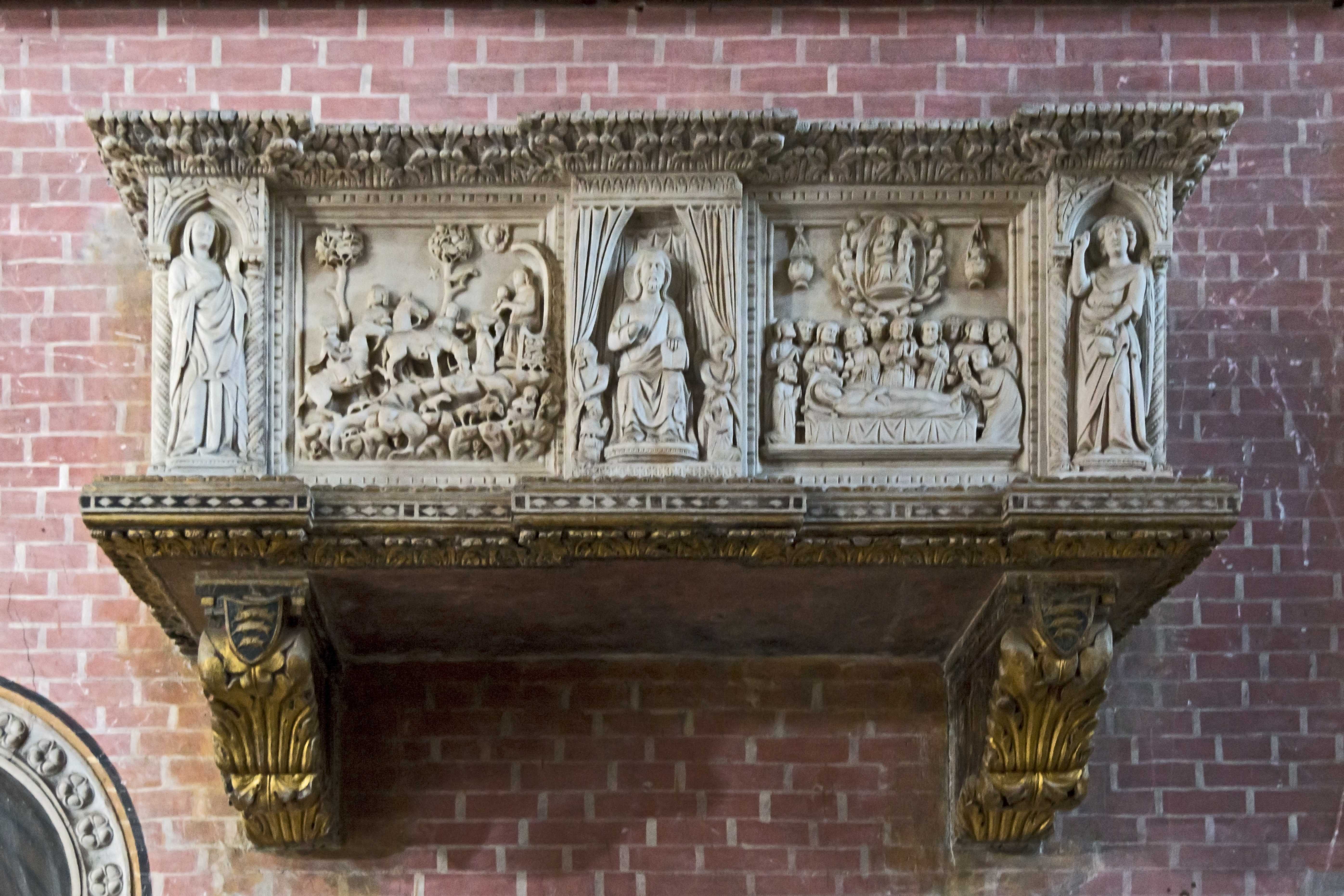
Grabmal des Dogen Giovanni Dolfin in Venedig

- 12. Juli: Giovanni Dolfin, Doge von Venedig
- 13. Juli: Pierre Bertrand de Colombier, französischer Kardinal und Diplomat (* 1299)
- 18. Juli: William Dacre, englischer Militärangehöriger und Politiker (* um 1319)
- 25. August oder 4. September: Francesco degli Atti, Kardinal der Römischen Kirche und Bischof von Florenz
- 28. August: Rudolf V., Markgraf von Baden
- 18. September: Ludwig V., Herzog von Bayern (* 1315)
- 5. Oktober: Reginald de Cobham, 1. Baron Cobham, englischer Adeliger und Militär (* um 1295)
- 8. Oktober: Peter I., Benediktiner und Abt der Abtei Niederaltaich (* um 1300)
- 11. Oktober: John Paschal, englischer Ordensgeistlicher
- 15. Oktober: Humphrey de Bohun, englischer Magnat (* um 1309)
- 18. Oktober: John Fitzwalter, englischer Adeliger (* um 1315)
- 27. Oktober: Thomas de Berkeley, englischer Adeliger (* um 1293)
- 21. November: Philipp I., Herzog von Burgund (* 1346)
- 25. Dezember: Agnes von Glogau, Herzogin von Niederbayern und Gräfin von Hals (* zwischen 1293 und 1296)

### Genaues Todesdatum unbekannt
- nach März: an-Nasir al-Hasan, Sultan der Mamluken in Ägypten (* 1334)
- nach dem 20. April: Berthold von Moosburg, süddeutscher Philosoph, Lesemeister der Dominikaner
- Agnes von Baden, Äbtissin des Klosters Lichtenthal
- Blanche von Bourbon, Königin von Kastilien (* 1339)
- Dölpopa Sherab Gyeltshen, Person des tibetischen Buddhismus (* 1292)
- Elisabeth von Polen, polnische Prinzessin und Herzogin von Pommern (* 1326)
- Gerlach I., Graf von Nassau und Verteidiger von Wiesbaden (* um 1285)
- Lodewijk Heyligen, flämischer Benediktinermönch und Musiktheoretiker (* 1304)
- Richard Kilvington, englischer Scholastiker (* um 1305)
- Niketas Scholarios, General im Kaiserreich Trapezunt
- María de Padilla, kastilische Adelige und Mätresse (* 1334)
- Ludwig Radlkofen, Bischof von Chiemsee
- Thomas Stewart, schottischer Adeliger
- Zanobi da Strada, italienischer Dichter und Humanist (* 1312)